# 184年
| 千纪： | 1千纪                                                                                           |
| 世纪： | 1世纪 \| 2世纪 \| 3世纪                                                                         |
| 年代： | 150年代 \| 160年代 \| 170年代 \| 180年代 \| 190年代 \| 200年代 \| 210年代                       |
| 年份： | 179年 \| 180年 \| 181年 \| 182年 \| 183年 \| 184年 \| 185年 \| 186年 \| 187年 \| 188年 \| 189年 |
| 纪年： | 甲子年（鼠年）；东汉光和七年，中平元年                                                          |

## 大事记

### 中国
- 二月：張角發動黄巾之乱。漢靈帝怕党人與黃巾一同作亂，遂于夏四月丁酉日大赦天下，免除了親屬關係與党人在小功以外者的禁錮，結束了第二次黨錮之禍對党人的迫害。
- 三月：北中郎將盧植率軍連破黃巾軍，斬殺數萬人，張角被迫退守廣宗。
- 四月：颍川郡黄巾軍在波才的領導下大敗朱儁，於長社之戰圍困中郎將皇甫嵩，最終被皇甫嵩擊潰，敗逃途中被前来增援的骑都尉曹操堵裁，皇甫嵩、朱儁、曹操三路合軍追擊，黄巾軍損失惨重。
- 六月：交趾屯兵叛漢，被刺史賈琮平息。
- 冬季：北地郡、安定郡、金城郡、隴西郡等地的兩股羌人發動涼州之亂，湟中義從胡軍在令居（今蘭州西北）兵變，加入叛軍，並殺害護羌校尉泠徵，兩股羌人最終合兵，攻破金城（今甘肅蘭州），控制了蘭州在黃河沿岸的條狀地帶，由湟中義從胡士兵北宮伯玉和李文侯領導，將新任護羌校尉夏育包圍在漢陽，蓋勛率軍前去救援，但在狐槃戰敗，夏育不知所蹤，涼州督軍從事邊章及涼州從事韓遂被劫為人質後加入叛軍。
- 十月：皇甫嵩在廣宗之戰擊敗黃巾軍，張梁當場陣亡。
- 十一月：皇甫嵩於下曲陽之戰攻破曲陽（位於今河北保定市內），張寶也在此戰被殺，黃巾賊自此四散。
- 十二月：改元中平。
- 冀州刺史王芬與許攸、周旌、陈逸、襄楷等人謀廢漢靈帝，立合肥侯，以失敗告終。

### 朝鮮半島
- 高句麗故國川王于坐原擊退遼東太守所率漢軍。
- 伐休尼師今即新羅王位。

### 羅馬帝國
- 不列顛尼亞常駐軍團在鎮壓當地的起義時發生軍團叛變，嘩變士兵擁立長官普里斯克庫斯為他們新皇帝，翌年被佩倫尼斯平定。

## 各国领袖

### 非洲
- 库施
  - 国王：Aritenyesbokhe（175年－190年）

### 亚洲
- 中国
  - 东汉：
    - 皇帝：汉灵帝刘宏（168年－189年）
- 朝鲜
  - 百济：
    - 国王：肖古王（166年－214年）

  - 高句丽：
    - 国王：故国川王（179年－197年）

  - 新罗：
    - 国王：
      1. 阿达罗尼师今（154年－184年）
      2. 伐休尼师今（184年－196年）

### 欧洲
- 高加索伊比里亚
  - 国王：法斯曼三世（145年－185年）
- 罗马帝国
  - 皇帝：康茂德（177年－192年）

### 中东
- 奥斯若恩
  - 国王：Abgar IX（177年－212年）
- 安息
  - 国王：沃洛吉斯四世（147年－191年）

## 出生
- 4月8日——郭女王，曹魏皇后（235年逝世）
- 孫翊，孫堅三子（204年逝世）
- 王祥，漢末魏晉政治人物。（268年逝世）

## 逝世
- 農曆正月，馬元義，黃巾軍洛陽的總指揮
- 6月6日：橋玄，東漢太尉（110年誕生）
- 農曆六月：張曼成，黄巾軍将领
- 農曆八月，趙弘，南陽黃巾軍第二任首領
- 農曆十月：張角，黄巾之乱领导人
- 農曆十月：张梁，黄巾軍将领
- 農曆十一月：张宝，黄巾軍将领
- 農曆十一月：孫夏，黄巾軍将领
- 波才，黄巾軍将领
- 彭脫，黄巾軍将领
- 卜巳，黃巾軍將領
- 韓忠，南陽黃巾軍將領
- 阿達羅尼師今，新羅第八代君主（154年誕生）